# Greenville (Iowa)
Greenville – miasto w Stanach Zjednoczonych, w stanie Iowa, w hrabstwie Clay. W 2000 liczyło 93 mieszkańców.